# Lotario de la Marca del Norte
Lotario I (Lothar, Liuthar) (h. 940-25 de enero de 1003) fue Margrave de la Marca del Norte desde alrededor del 983 hasta su muerte. También era un miembro de la nobleza sajona como un conde de Derlingau y de Nordthüringgau.
Hijo mayor de Lotario II el Viejo, conde de Walbeck, y Matilde de Arneburg, sucedió a su padre como Lotario III, conde de Walbeck, en 964. Fue un tío paterno del cronista obispo Tietmaro de Merseburgo, hijo de su hermano menor Sigfrido. Lotario no heredó el condado de Walbeck, pero se convirtió más bien en conde en el Derlingau y Nordthüringgau de Ostfalia en 982. Cuando su hermano Sigfrido murió en 990, intentó tomar todas las posesiones de su madre en perjuicio de sus sobrinos.
Después de que el conde Dietrich de Haldensleben en 983 había sido depuesto de la Marca del Norte por no poder defender los obispados de Brandeburgo y Havelberg al este del río Elba en el Gran alzamiento eslavo, fue reemplazado por Lotario, quien fue mencionado por vez primero como margrave en 993. Sin embargo, sus intentos de conseguir territorios orientales de la Marca del Norte de los luticios eslavos no tuvieron éxito y de hecho gobernó sobre una pequeña franja de tierra a lo largo del Elba en el sudoeste. Lotario entró en conflicto con el margrave Ecardo I de Meissen sobre el matrimonio concertado de su hijo mayor Werner con la hija de Ecardo, Liutgarda, al que se opuso el margrave de Meissen. Por lo tanto resistió contra la candidatura de Ecardo por la sucesión del difunto emperador Otón III en 1002 y ganó a los nobles sajones en el apoyo del duque rival Enrique IV de Baviera. Ecardo fue asesinado en el mismo año, y la boda de Werner y Liutgarda pudo celebrarse.
Lotario se casó con Godila (m. 1015), hija de Werner, conde de Rothenburg.  Lotario y Godila tuvieron cinco hijos:
- Werner de la Marca del Norte
- Lotario (m. en batalla, 1033), conde de Harzgau. A veces se alude a él como Lotario IV, conde de Walbeck, pero no incluido en la descripción de Tietmaro de la Casa de Lotario.
- Bertoldo de Walbeck (m. 1018 o después), se casó en Irmgarda de Aspel (m. antes de 1022), hija de Godizo, conde de Aspel, y Adela de Verdún, hija de Godofredo el prisionero, conde de Verdún
- Dietrich, canónigo en Magdeburgo
- Birgida, abadesa de San Lorenzo en Magdeburgo. A veces se señala que era hija de Federico, conde de Walbeck.

El margrave Lotario murió en 1003 y fue enterrado en Colonia. Su viuda, Godila de Rothenburg, permaneció sin casar durante cuatro años después de su muerte, eventualmente se casó con Germán II, conde de Werl. Su hijo primogénito, Werner, le sucedió en la Marca del Norte y su segundo hijo, conde Lotario IV de Walbeck, eventualmente también lo reclamó. Su tercer hijo, Bertoldo, se rebeló en 1017 y sometió en 1018, y su hijo más joven, Dietrich, se hizo canónigo en Magdeburgo alrededor de 1008.